# MGM Grand (Las Vegas)
Het MGM Grand is een in 1993 geopend hotel en casino op de Strip in Las Vegas, in de Amerikaanse staat Nevada. Het hotel is het op drie na grootste in de wereld en het grootste in de Verenigde Staten. Het hotel werd geopend als grootste hotel ter wereld en is eigendom van MGM Resorts International. Het hotel is onderdeel van de MGM Grand hotelketen.
Het hotel bestaat uit één dertigverdiepingen hoog kruis waarbij de vleugel richting de strip langer is en schuin in hoogte afneemt. Op het terrein liggen vijf verschillende zwembaden en een aantal rivieren en watervallen. Naast de bijna zevenduizend kamers bevat het hotel ook het grootste casino in Clark County en bevinden zich er verschillende bars, nachtclubs en restaurants.

## Geschiedenis

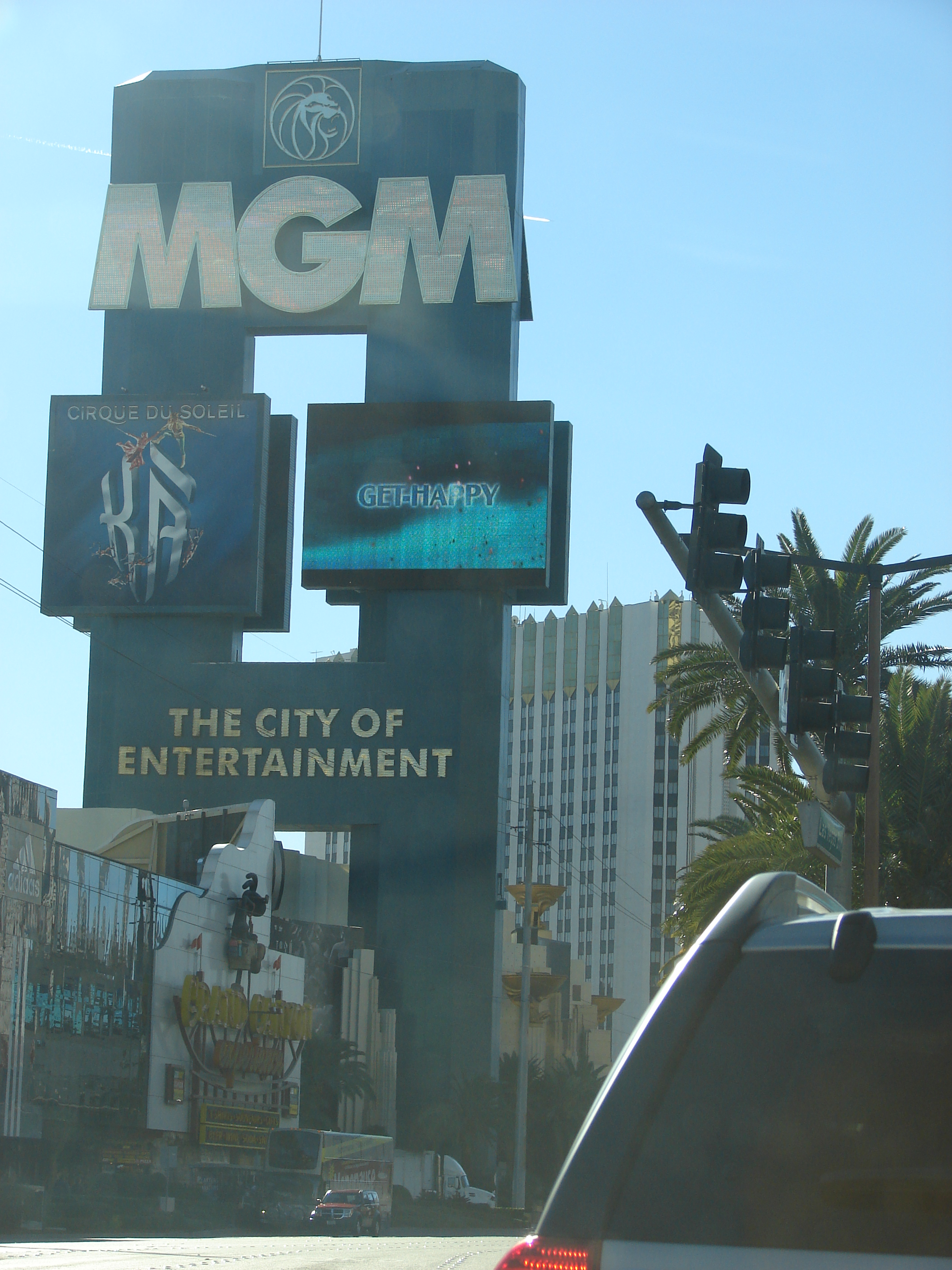
Het MGM Grand reclame beeld.

In 1989 kocht Kirk Kerkorian onder naam van MGM Resorts International het toenmalige MGM-Marina Hotel om op dezelfde plek het MGM Grand te bouwen. Uiteindelijk werd het Marina Hotel niet afgebroken maar verwerkt in het nieuwe MGM Grand. Op 7 oktober 1991 werd er voor het eerst begonnen met bouwen waarna er op 23 februari 1993 festiviteiten volgde om te vieren dat het gebouw volledig stond. Bij de ceremonie werden in totaal 5.005 ballonnen de lucht in gelaten die allemaal een gratis verblijf van een nacht met zich meedroegen.
Het hotel en casino werden geopend op 18 december 1993 in het originele thema. Het "Wizard of Oz" thema hield stand tot de grote verbouwing van 1996. Hierbij werd de hotellobby, het casino en de een gift-shop waarin het thema naar voren kwam veranderd naar een traditioneler thema. Er werd hierbij begonnen met het casino en vervolgens de rest van het hotel. Een winkel in hetzelfde thema werd verplaatst naar een andere plek op de strip en werd uiteindelijk in 2003 gesloten.
In navolging van de verbouwingen werd in 1998 de hoofdingang, die bestond uit een grote leeuwenbek waardoor men naar binnen kwam, veranderd in een gouden beeld van de leeuw. De leeuwenbek zorgde er namelijk voor dat veel Chinese gokkers het hotel alleen via de achteringang naar binnen gingen. Zij geloofden dat het slechte invloeden had om door de leeuwenbek te lopen.
De intentie van het MGM Grand was een plek te creëren voor met name kinderen die niet mochten komen in alle casino's. Daarom werd ook achter het hotel het MGM Grand Adventures gebouwd. Omdat het park slecht inkomsten genereerde werd het gesloten op 4 september 2000. Twee jaar later werd door MGM Resorts International aangekondigd dat er een appartementencomplex zou worden gebouwd op de plek van het attractiepark. Dit is het Signature at MGM Grand geworden.
De laatste stukken die nog het originele thema droegen werden in 2000 ook gesloopt en vervangen door een meer traditioneler thema. Het nieuwe thema was Art deco en het hotel ging zichzelf verkondigen als "The City of Entertainment". In hetzelfde jaar werd er ook een check-in balie geopend op het nabij gelegen McCarran International Airport. Dit was de eerste van zijn soort.
Een grote renovering van de verschillende kamers en de openbare ruimtes werd aangekondigd in oktober 2011. Hierbij zouden alle kamers, openbare ruimtes, casino een moderner uiterlijk krijgen. De verbouwing van het volledige hotel en casino duurde tot september 2012.

## Ligging
Het hotel ligt aan de Las Vegas Boulevard bij de kruising met Tropicana Avenue in Las Vegas, Nevada, Verenigde Staten.Aan de zuidkant van het hotel ligt het Tropicana en tegenover het hotel ligt het New York-New York. Het hotel ligt aan het kruispunt met de meeste hotelkamers ter wereld; daarmee is het kruispunt een van de drukste ter wereld. Dit heeft de gemeente van Clark County doen besluiten dat het voetgangers- en wegverkeer gescheiden moet worden. Zo is het kruispunt op straatniveau niet te bereiken door voetgangers, deze moeten via bruggen de straat oversteken.

## Ontwerp

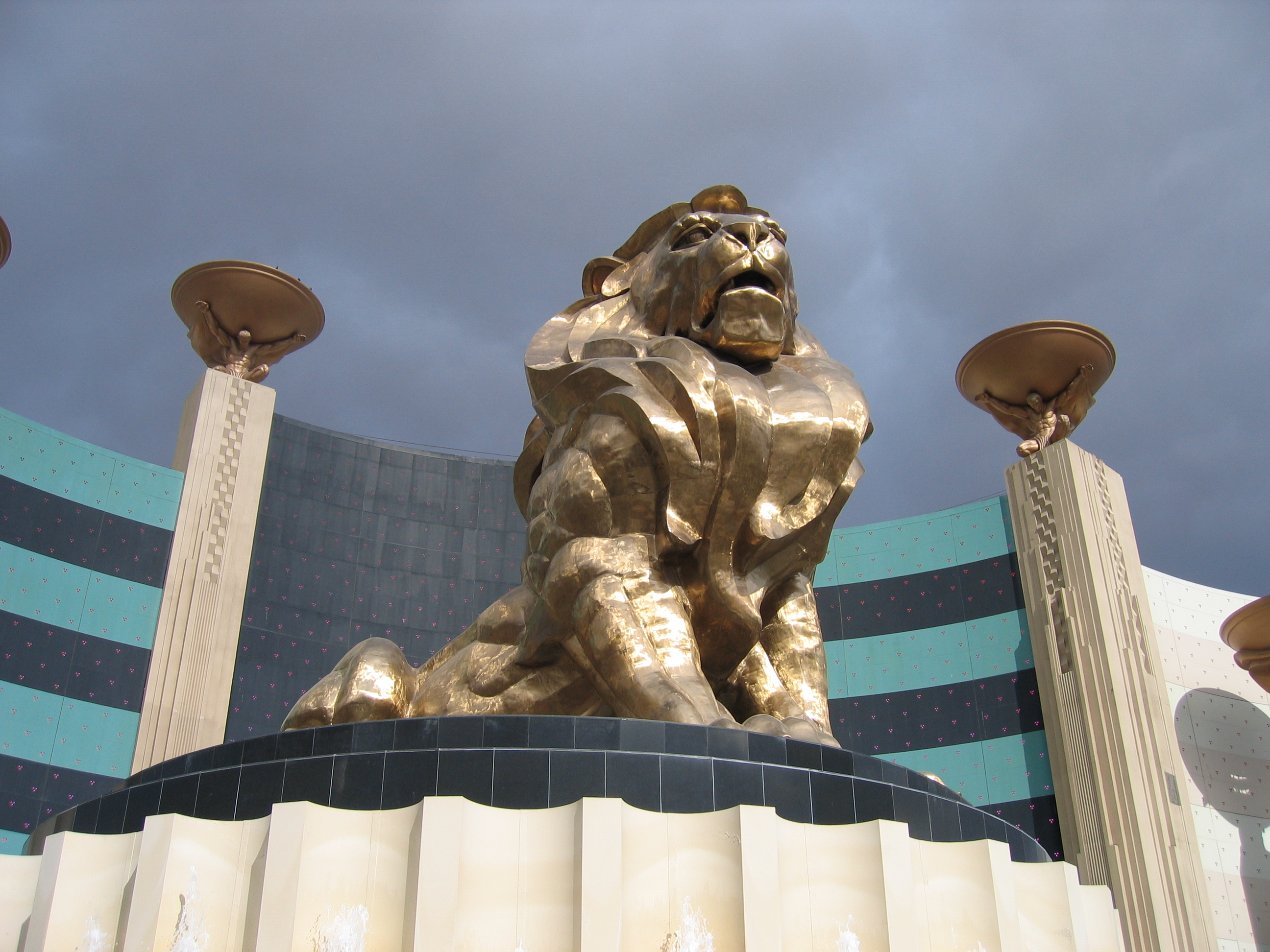
"Leo the Lion", de mascotte van het MGM Grand.

In 1993 werd het hotel geopend in een thema dat afstamt van Wizard of Oz en dit kwam naar voren in de hotellobby en het casino die beiden te vergelijken waren met Emerald City. Hier komt ook de kleur van de binnen en buitenkant van het hotel vandaan. Het wizard of oz thema werd in 1996 losgelaten bij de eerste grote verbouwing. Er werd overgegaan naar Art deco thema. De mascotte van het hotel, de leeuw Leo kreeg een plaats in de vorm van een standbeeld bij de strip-ingang van het hotel.

## Faciliteiten

### Hotel
Het hotel bestaat uit een dertig verdiepingen hoog kruis waarbij de vleugel naar de strip de langste is en deze trapsgewijs afloopt. In totaal huisvest het hotel 6.852 kamers en daarnaast hebben de gasten de beschikking over verschillende zwembaden, een spa en beauty centrum, een conferentiecentrum, verschillende theaters, een 15.930 m² groot casino en verschillende restaurants, nachtclubs en bars.

### Casino
Het MGM Grand heeft een van de grootste casino's in de Verenigde Staten met een vloeroppervlak van bijna zestienduizend vierkante meters. Er staan meer dan 2.500 speelmachines en een totaal van 139 poker en andere tafel-spellen. Zo zijn er bij de machines ook een speciale ruimte voor machines met hoge limieten. Heeft het casino een eigen pokerruimte en een ruimte om te gokken op races en sportwedstrijden.

### Entertainment

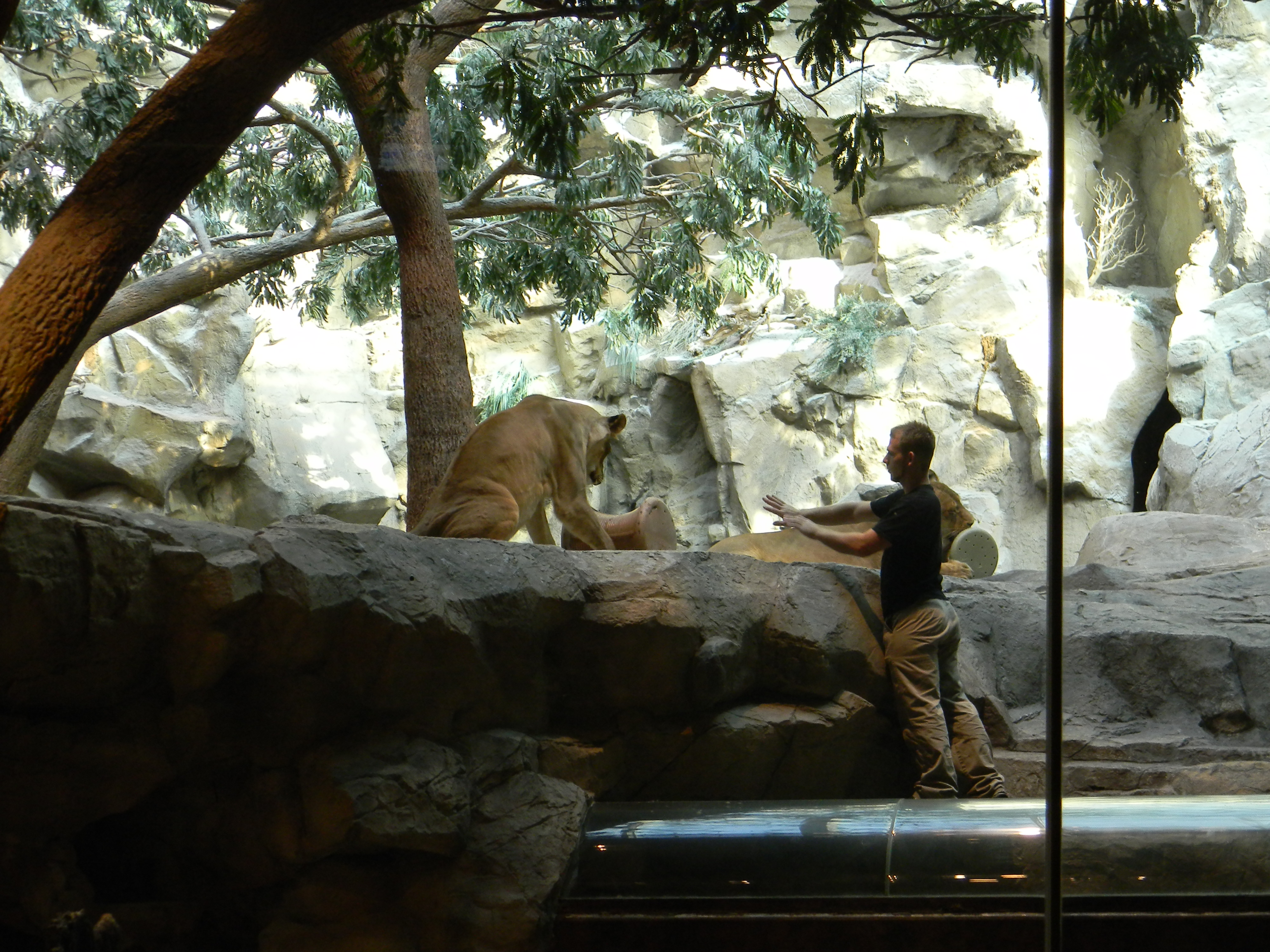
Het leeuwen verblijf van het MGM Grand.

#### Shows
Twee shows hebben hun thuisbasis in de theaters van het MGM Grand, daarnaast zijn er verschillende losse shows en een inmiddels gestopte productie die in de theaters van het MGM Grand te zien was.
- KÀ; een productie van Cirque du Soleil
- Crazy Horse Paris; een productie van Crazy Horse . Vroeger heette de productie "La Femme".
- EFX; van 1995 tot 2002.
- Het MGM Grand Garden Arena huisvest daarnaast jaarlijks grote evenementen.

#### Leeuwen
De mascotte van het MGM Grand is Leo de leeuw die met een groot beeld bij de ingang van het hotel te zien is. Naast het beeld had het MGM Grand ook een grote groep leeuwen in bezit waarvan er dagelijks enkele in een met glas omringde kooi zichtbaar waren. Er waren dagelijks tot zes leeuwen te zien in het verblijf aanwezig maar de meeste leeuwen leefden op de ranch van de eigenaar die zich negentien kilometer buiten Las Vegas bevond. Alle leeuwen waren eigendom van Keith Evans, een trainer van exotische dieren. Tijdens de grote renovering in 2012 sloot het leeuwen verblijf voorgoed.

#### CSI: The Experience
De CSI: The Experience is een interactief museum waarbij de bezoekers door middel van video's, touchscreen's en andere multimedia drie verschillende moordzaken kunnen behandelen waarbij realistisch bewijsmateriaal wordt gebruikt. Uiteindelijk moet de bezoekers door middel van een test zijn of haar bevindingen laten zien.

### Restaurants en winkels

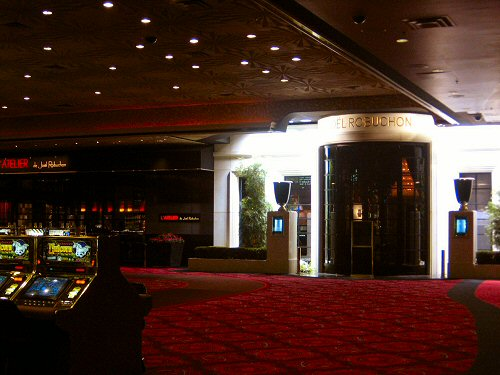
De ingang van Joël Robuchon in het MGM Grand.

Er bevinden zich in het hotel en casino negentien verschillende restaurants, bars en nachtclubs. Ook zijn er ook nog zes grote winkels in het MGM Grand. Naast deze winkels zijn er verschillende kleine boutiques.
- Library of Congress Control Number: n81130501
- MusicBrainz: 04ba4820-6560-40d3-a534-4f2d7914896e
- Virtual International Authority File: 130199700